# موزه ملی فرهنگ‌های جهان
موزه ملی فرهنگ‌های جهان (به سوئدی: Världskulturmuseet) نام موزه‌ای در شهر گوتِنبُرگ، سوئد است که در سال ۲۰۰۴ میلادی تاسیس شد.

## نگارخانه

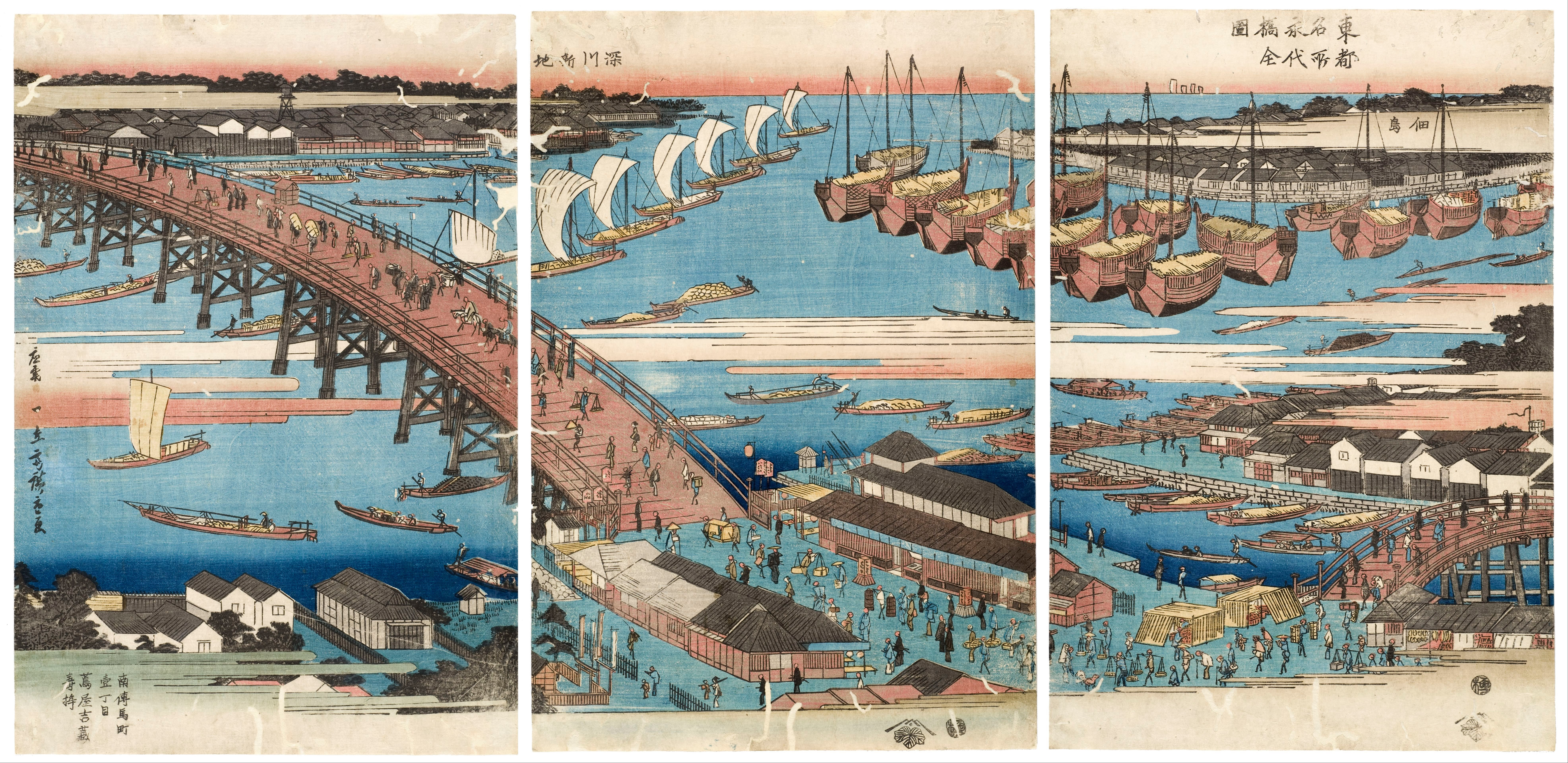
چشم‌انداز مشهور اِدو چاپ‌نقش چوبی، بین سال‌های ۱۸۲۰/۱۸۵۸ م. اثر اوتاگاوا هیروشیگه
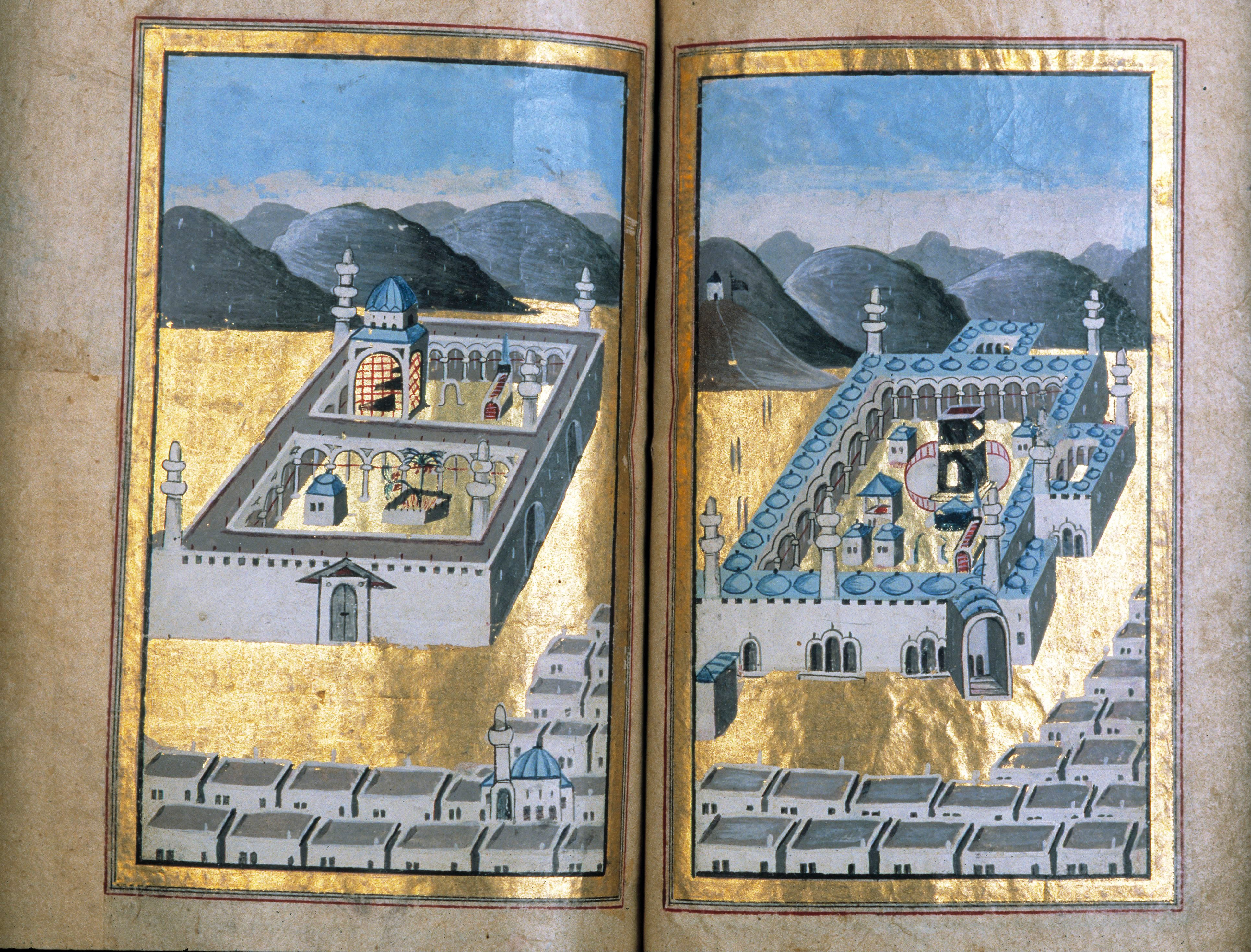
کتابی متعلق به سده ۱۶-۱۷ میلادی از مسجدالحرام و مسجد نَبوی